# Барон Уэйк из Лидделла
Барон Уэйк из Лидделла (англ. Baron Wake of Liddell) — баронский титул в средневековой Англии, существовавший в 1295—1408 годах. Первоначально им владели представители линкольнширского рода Уэйков, затем он посредством брака перешёл сначала к кентской линии Плантагенетов, а затем — к Холландам.

## История титула
Титул был создан в 1295 году для Джона Уэйка, владелец поместья Лидделл в Камберленде. Он был в 1295 году вызван в парламент как барон Уэйк из Лидделла. Его сын Томас, 2-й барон, породнился с английской королевской семьёй, женившись на Бланке, дочери Томаса, 2-го графа Ланкастера. Он участвовал в свержении короля Эдуарда II, но потом оказался замешан в заговор Эдмунда Вудстока, 1-го графа Кента, женатого на его сестре, против Роджера Мортимера, после чего был вынужден бежать во Францию. Вернулся в Англию он после казни Мортимера, получив от Эдуарда III ряд должностей.
Томас умер бездетным, поэтому его поместья и титул барона Уэйк унаследовала сестра, а затем последовательно её бездетный сын Джон, 3-й граф Кент, а затем дочь — Джоанна Прекрасная Дева Кента. От неё титул в 1385 году перешёл к её старшему сыну Томасу Холланду, 2-му графу Кенту. Благодаря родству с королём Ричардом II, единоутробным братом Томаса Холланда, Холланды играли заметную роль в истории Англии. Старший сын Томаса, Томас Холланд, 3-й граф Кент, получил в 1397 году титул герцога Суррея, однако после свержения Ричарда II и коронации Генриха IV Болингброка звезда Холландов закатилась. Новый король конфисковал титул графа Суррея, а в 1400 Томас оказался замешан в заговоре против Генриха IV и был казнён. Король позволил унаследовать титулы его младшему брату Эдмунду Холланду, однако тот умер в 1408 году бездетным, после чего титул оказался выморочным и исчез. Больше он не воссоздавался.

## Носители титула
- 1295—1300: Джон Уэйк (ок. 1268 — ок. 10 марта 1300), 1-й барон Уэйк из Лидделла с 1295
- 1300—1349: Томас Уэйк (ок. 1298 — 31 мая 1349), 2-й барон Уэйк из Лидделла с 1295, сын предыдущего
- 1349: Маргарет Уэйк (ок. 1300 — 29 сентября 1349), 3-я баронесса Уэйк из Лидделла с 1349, сестра предыдущего
- 1349—1352: Джон Плантагенет (7 апреля 1330 — 26 декабря 1352), 3-й граф Кент и 3-й барон Вудсток с 1331, 2-й барон Уэйк из Лидделла с 1349, сын предыдущей
- 1352—1385: Джоанна Прекрасная Дева Кента (29 сентября 1328 — 7 августа 1385), 4-я графиня Кента, 4-я баронесса Вудсток и 5-я баронесса Уэйк из Лидделла, принцесса Уэльская в 1361—1366, сестра предыдущего
- 1385—1397: Томас Холланд (ок. 1350 — 25 апреля 1397), 2-й барон Холланд с 1360, 2-й граф Кент с 1381, 5-й барон Вудсток и 6-й барон Уэйк из Лидделла с 1385, сын предыдущей
- 1397—1400: Томас Холланд (ок. 1371 — 7/8 января 1400), 3-й граф Кент, 3-й барон Холланд, 6-й барон Вудсток и 7-й барон Уэйк из Лидделла с 1397, 1-й герцог Суррей в 1397—1399, сын предыдущего
- 1400—1408: Эдмунд Холланд (6 января 1383 — 15 сентября 1408), 4-й граф Кент, 4-й барон Холланд, 7-й барон Вудсток и 8-й барон Уэйк из Лидделла с 1400, брат предыдущего